# Смельчак (управляемая мина)
1К113 «Смельчак» — советский комплекс корректируемого вооружения для 240-мм миномётов М-240 и 2С4. Разработан в Московском ОКБ «Дивкон» НТК «Аметех».

## История создания
Работы по созданию корректируемых снарядов с системой импульсной коррекции были начаты в 1960-е годы в ОКБ «Дивкон». Главным конструктором был назначен В. С. Вишневский. Основной задачей работ было снижение расхода БК и сокращение времени огневого налёта за счёт применения высокоточных боеприпасов. В 1977 году было сформулировано тактико-техническое задание на корректируемую 240-мм артиллерийскую мину, после утверждения была открыта опытно-конструкторская работа под наименованием «Смельчак». К 1980-м годам на вооружение поступили первые комплексы управляемого вооружения. 240-мм артиллерийская мина 3Ф5 «Смельчак» и 152-мм гаубичный снаряд 3ОФ38 «Сантиметр». Комплекс «Смельчак» принят на вооружение 31 декабря 1982 года постановлением ЦК КПСС и Совета министров СССР №1156-333.

## Описание
Основным назначением комплекса является борьба с групповыми бронированными целями, пусковыми установками и артиллерийскими системами, находящимися на огневых позициях. Комплекс может поражать пункты управления и связи, мосты, переправы и долговременные оборонительные сооружения. В состав комплекса 1К113 «Смельчак» входят: 240-мм корректируемый выстрел 3ВФ4 с фугасным снарядом 3Ф5, лазерный целеуказатель-дальномер 1Д15 со средствами синхронизации 1А35К и 1А35И. Система наведения на цель работает по технологии импульсной коррекции на конечном участке траектории полёта снаряда (технология RCIC). Такой способ наведения позволяет сократить расход боеприпасов на поражение цели до 1..3 штук. Время наведения на цель составляет от 0,1 до 0,3 секунды. Выстрел 3ВФ4 может применяться как с буксируемым 240-мм миномётом М-240, так и с самоходным миномётом 2С4 «Тюльпан».

## Боевое применение
Впервые управляемый снаряд 3Ф5 был применён во время боевых действий в Афганистане батареей буксируемых миномётов М-240. В 1985 году одним попаданием «Смельчака» была уничтожена полуразрушенная крепость в предгорьях Похвалонкока. Во время операции по ликвидации группировки Ахмад Шаха Масуда в 1985 году, в ущелье Панджшер, одним попаданием мины 3Ф5 была уничтожена крепость, в которой закрепилась группа боевиков. Предварительно батарея миномётов М-240 выполнила один пристрелочный выстрел обычной миной, затем был применён снаряд 3Ф5. По результатам использования корректируемых выстрелов 3ВФ4 был сделан вывод о том, что на выполнение поставленной задачи для пристрелки уходило две-три обычных фугасных мины, а для поражения одна-две корректируемых мины «Смельчак». Общее же время выполнения задачи могло составлять 12–15 минут.